# Вериженко Євген Петрович
Євген Петрович Вериженко (27 серпня 1920, Київ — 30 липня 1997, Київ) — український науковець у галузі будівельної механіки, педагог. Кандидат технічних наук (1951), професор (1968). Заслужений працівник вищої школи УРСР.
Учасник німецько-радянської війни, інженер-капітан військової служби. Брав участь у бойових діях на Південно-Західному, Сталінградському та 1-му Українському фронтах, відновлював фронтові дороги та мости як технік. Після завершення війни, протягом півстоліття — педагог Київського автомобільно-дорожнього інституту (1947—1997), з яких 25 років — ректор інституту, реформатор його структури. Учень професора Олександра Пенькова.

## Життєпис

Могила Євгена Вериженка, Байкове кладовище

Народився 27 серпня 1920 року в Києві у родині службовців.
У 1938 році вступив до Київського автомобільно-дорожнього інституту на спеціальність «Промислове і цивільне будівництво». Провчився три курси, був направлений на виробничу практику, але подальші плани змінив початок війни. Був евакуйований до Полтави, підпорядковувався Головному управлінню шосейних доріг НКВС.
З жовтня 1941 року — у складі Червоної армії. Брав участь у бойових діях на Південно-Західному та Сталінградському фронтах, відновлював фронтові дороги та мости як технік 53-го воєнно-дорожнього загону. Пройшов теоретичний курс мостового факультету Військово-транспортної академії РСЧА імені Л. М. Кагановича (Кострома). Після цього відправлений на 1-й Український фронт на посаду старшого техніка 143-го окремого дорожньо-будівельного батальйону, пізніше — 15-го окремого мосто-будівельного батальйону.
Демобілізований у листопаді 1945 року у званні інженера-капітана. Нагороджений низкою бойових орденів і медалей, зокрема орденом Вітчизняної війни II ступеня.
У 1946 році закінчив Одеський інженерно-будівельний інститут за спеціальністю «Міські шляхи сполучення». Приблизно пів року працював науковим співробітником Українського науково-дослідного інституту споруд.
З 1947 року до кінця життя — педагог Київського автомобільно-дорожнього інституту (КАДІ). Через три роки став першим випускником аспірантури кафедри опору матеріалів. У 1951 році здобув науковий ступінь кандидата технічних наук, захистивши дисертацію на тему «Устойчивость мостовых арочных систем с учетом работы надарочного строения» (науковий керівник — професор Олександр Пеньков). Тоді ж був затверджений у вченому званні доцента та обійняв посаду декана дорожньо-будівельного факультету.
З 1959 по 1984 роки — ректор КАДІ, реформатор його структури. Паралельно — завідувач кафедри будівельної механіки. У 1968 році затверджений у вченому званні професора. З 1987 року — професор кафедри опору матеріалів і будівельної механіки.
Помер на 77-му році життя 30 липня 1997 року. Похований разом із дружиною на Байковому кладовищі (ділянка № 49а, 50°24′59.76″ пн. ш. 30°30′5.86″ сх. д. / 50.4166000° пн. ш. 30.5016278° сх. д.).

## Наукова та організаторська діяльність
Під керівництвом Євгена Вериженка у КАДІ були закладені основи його сучасної форми — Національного транспортного університету. За ініціативою ректора були створені філіали та факультети інституту в Луцьку (теперішній Луцький національний технічний університет), Кам'янець-Подільському та Києві, зокрема на заводі «Арсенал». Технічна база інституту налічувала сучасні ЕОМ, серед яких МИР-1 та МИР-2, ЄС-1022 тощо.
Організував та керував студентськими автоколонами на відновлювальних роботах після Ташкентського та Спітакського землетрусів. Ініціював заснування студентського проєктно-конструкторського бюро, за проєктами якого були прокладені сотні доріг, переважно у сільських місцевостях. Заснував щорічний Всесоюзний студентський мотокрос, був головою Федерації мотоспорту УРСР.
У період ректорства Євгена Вериженка завершена реконструкція головного корпусу, побудовані лабораторний корпус, гуртожитки № 2, № 3, № 4 тощо, розбудований та оснащений спортивно-оздоровчий табір КАДІ у селі Плюти на Київщині.
Як завідувач кафедри будівельної механіки організував створення класу аналогових обчислювальних машин. Спільно з професором Яковом Лівшицем написав підручник «Статика сооружений», перевиданий чотири рази, зокрема й китайською мовою. Автор перевиданого декілька разів «Сборника задач и упражнений по статике сооружений».
Депутат Київської міської ради депутатів трудящих, голова Ради ректорів Києва.

## Науковий доробок (частковий)
- «Устойчивость мостовых арочных систем с учетом работы надарочного строения»: диссертация кандидата технических наук : 05.00.00. — Киев, 1951. — 218 с. : ил.
- «Статика сооружений»: [Учебник для техникумов строит. специальности] / Я. Д. Лившиц, Е. П. Вериженко. — Киев: Гостехиздат Украины, 1951. — 352 с. : черт.; 23 см.
- «Сборник задач и упражнений по статике сооружений»: Для строит. специальностей сред. спец. учеб. заведений УССР. — Киев: Гостехиздат УССР, 1955. — 163 с. : черт.; 23 см.
- «Статика сооружений»: [Учебник для строит. специальностей техникумов] / Е. П. Вериженко, Я. Д. Лившиц. — 3-е изд. — Москва: Высш. школа, 1962. — 307 с. : черт.; 22 см.
- «Статика сооружений»: [Учебник для техникумов] / Е. П. Вериженко, Я. Д. Лившиц. — 4-е изд. — Москва: Высш. школа, 1965. — 324 с. : черт.; 22 см.
- «Сборник задач и упражнений по статике сооружений»: [Для строит. специальностей техникумов]. — [3-е изд., доп. и перераб.]. — Киев: Будiвельник, 1968. — 335 с. : черт.; 21 см.
- «Расчеты с использованием ЭВМ»: Программы и примеры расчета стержневых систем на ЭВМ серии «Мир» / Е. П. Вериженко, П. В. Боровский, И. М. Бузун ; Киев. автомоб.-дор. ин-т. — Киев: [б. и.], 1975. — 113 с. : ил.; 20 см.
- «Примеры расчета рам на устойчивость»: Министерство высшего и среднего специального образования УССР, Киевский автомобильно-дорожный институт имени 60-летия Великой Октябрьской Социалиститческой революции ; составили: Вериженко Е. П. [и др.]. — Киев: КАДИ, 1981. — 35 с. : ил., табл.; 20 см.

## Нагороди
- орден Вітчизняної війни II ступеня
- медаль «За перемогу над Німеччиною у Великій Вітчизняній війні 1941—1945 рр.»
- заслужений працівник вищої школи УРСР
- орден «Знак Пошани»
- два ордени Трудового Червоного Прапора